# Jardin des connaissances de l'Université suédoise des sciences agricoles
Le jardin des connaissances de l'Université suédoise des sciences agricoles (en suédois : SLU Kunskapsparken) est un jardin botanique destiné à l'enseignement et à la recherche dans l'environnement bâti à l'Université suédoise des sciences agricoles (SLU) à Uppsala, en Suède. Le jardin botanique est certifié par le Botanical Gardens Conservation International (BGCI) et l'arboretum est certifié par ArbNet. L'installation fait également partie du réseau suédois des jardins botaniques, SNBG.

## Historique
L'installation trouve ses racines dans les collections de plantes de l'université à partir des années 1970, initialement conçues comme une collection pour l'enseignement de l'architecture paysagère. La partie la plus ancienne, Ullbo trädgårdslund (le bosquet jardin d'Ullbo), a été aménagée sous sa forme actuelle en 1989. Odlingen (La Culture) a été ajoutée vers l'an 2000. Les nouvelles parties Staden (La Ville) et Trädgården (Le Jardin) ont été aménagées en 2011-2012 dans le cadre d'un réaménagement plus large du campus Ultuna de SLU.
Le jardin a pris sa forme actuelle en 2012 et a été certifié pour la première fois en 2022.

## Description
Kunskapsparken couvre une superficie d'environ 6 hectares et est divisé en plusieurs zones de caractères différents :

### Staden (La Ville)
L'entrée principale du parc se trouve dans la partie la plus au sud appelée Staden. Cette zone présente un caractère urbain avec des lignes droites, des haies taillées et des arbres alignés rappelant les boulevards urbains. Elle démontre comment les arbres, arbustes et plantes vivaces peuvent être utilisés dans un environnement urbain vert.

### Trädgården (Le Jardin)
Cette partie a un caractère plus horticole avec des formes plus ouvertes et plus libres. On y trouve une série de chambres circulaires bordées de haies sur différentes terrasses, avec différents types de plantes adaptées aux environnements secs et humides. La zone contient également des plates-bandes thématiques inspirées de différentes époques et profils de jardins.

### Ullbo trädgårdslund (Le bosquet jardin d'Ullbo)
C'est la partie la plus ancienne du parc, aménagée en 1989. Il s'agit d'une installation plus naturelle avec des plantes qui prospèrent dans un environnement humide et ombragé, rassemblées autour d'un étang.

### Odlingen (La Culture)
Cette zone sert de champ expérimental pour diverses expériences de jardinage. On y trouve notamment une roseraie, des parcelles d'essai pour différents types de graminées, des zones de type prairie ainsi que des arbres fruitiers et des arbustes à baies.

### Parken (Le Parc)
Cette zone se compose de pelouses ouvertes entourées d'arbres et d'arbustes. Il existe des plans pour développer cette partie à l'avenir avec de plus grands arbres de parc et des haies à croissance libre.

### Västra Kunskapsparken (Kunskapsparken Ouest)
Cette zone présente des plantations de type naturel et est utilisée pour démontrer différentes pentes de terrain, ce qui est utile pour l'enseignement.
C'est un ensemble composé, où l'on peut voir l'aspect de conception de l'architecture du paysage ; composition de plantes avec des matériaux et des meubles organisés comme une série d'espaces extérieurs variés.

## Collections de plantes
Kunskapsparken abrite plus de 3000 accessions (plantes collectées) réparties sur environ 1500 taxons (espèces ou variétés). Les collections comprennent des arbres, des arbustes, des plantes vivaces et des annuelles adaptés au climat de la Suède centrale. Toutes les plantes sont soigneusement cataloguées et étiquetées à des fins d'enseignement et de recherche.

## Utilisation

### Éducation
Kunskapsparken est intensivement utilisé dans l'enseignement, principalement pour les étudiants en architecture du paysage et en ingénierie paysagère. Près de 500 étudiants utilisent régulièrement le parc dans le cadre de leur formation. Le parc offre des opportunités pratiques d'étudier le matériel végétal, les revêtements de sol, les murs, les escaliers et l'équipement des parcs.

### Recherche
L'installation fait partie de l'infrastructure de recherche de SLU et a été impliquée dans plusieurs projets de recherche, notamment sur les alternatives aux pelouses traditionnelles et le développement urbain durable.

### Loisirs
Outre sa fonction académique, Kunskapsparken est ouvert au public et sert de lieu de loisirs et d'inspiration. C'est un lieu populaire pour la promenade et la détente pour les étudiants, le personnel et les visiteurs.